# Upwork
Upwork, conosciuto in precedenza con il nome di Elance-oDesk, è una piattaforma globale di servizi freelance in cui imprese e lavoratori autonomi entrano in contatto e collaborano a distanza. Nel 2015 Elance-oDesk venne rinominato Upwork. Le sedi della società si trovano a Mountain View e a San Francisco, in California. Il nome completo della società è Upwork Global Inc. Upwork possiede più di dodici milioni di lavoratori freelance registrati e cinque milioni di clienti. Ogni anno vengono pubblicati tre milioni di offerte di lavoro, dal valore complessivo di un miliardo di dollari statunitensi, il che la rende la più grande piattaforma di lavoratori freelance del mondo.

## Storia
Elance venne fondato nel 1999 da Beerud Sheth, Srini Anumolu e Sanjay Noronha, mentre oDesk venne fondato nel 2003 da Odysseas Tsatalos e Stratis Karamanlakis. Upwork si formò 18 mesi dopo Elance e oDesk annunciò la loro fusione il 18 dicembre del 2013 per creare Elance-oDesk. Con il lancio di Upwork, la piattaforma di oDesk venne aggiornata, cambiò il proprio marchio e la compagnia annunciò che Elance sarebbe stata disattivata nel giro di due anni, rimanendo di conseguenza con una singola piattaforma di freelance.
La compagnia venne elencata dalla rivista Inc. 5000 dal 2009 al 2014.
I primi di settembre del 2015, il servizio ha subito un’interruzione che ha portato la CEO Stephane Kasriel a rilasciare delle scuse. Tutto ciò ha portato all’introduzione di una pagina di stato di Upwork per offrire maggiore trasparenza ai lavoratori freelance e ai loro clienti.
A marzo 2017, la piattaforma contava con 14 milioni di utenti tra cui 10.2 milioni di utenti abituali provenienti da 180 Paesi del mondo e con un miliardo di fatturato annuale per i lavoratori freelance. Dalla sua fondazione nel 1999, la compagnia ha accumulato un totale di 160 milioni di dollari grazie a 10 raccolte di fondi azionari privati.
Il 3 ottobre 2018, la compagnia ha richiesto un’offerta pubblica iniziale.

## Funzionamento
Upwork permette ai clienti di effettuare colloqui, assumere e lavorare con i freelancer e le agenzie attraverso la piattaforma della compagnia, la quale possiede una chat in tempo reale con l’obiettivo di ridurre i tempi necessari per trovare, scegliere ed assumere i lavoratori freelance.
La piattaforma offre un’applicazione con un registratore di tempo che permette ai freelancer di calcolare, tramite screeshot verificati, il tempo reale che impiegano per lavorare ad un certo progetto.

## Geoblocking
Ad aprile 2017 Upwork ha aggiunto un filtro per lavoratori freelance ubicati solamente negli Stati Uniti, annunciandolo nella community di freelancer di Upwork. A settembre del 2018 viene aggiunto anche un filtro per freelancer solo ubicati nel Regno Unito. Ad ottobre 2018 la CEO di Upwork Stephane Kasriel ha dichiarato in una intervista con la CNBC che Upwork era intervenuto per proteggere i freelancer che vivono negli Stati Uniti dalla concorrenza delle loro controparti globali, “L’anno scorso abbiamo lanciato un sito web per soli statunitensi in cui lavoratori freelance competono solamente contro altri freelancer degli Stati Uniti. Questo significa che possono avere tariffe compatibili con ciò che si aspetterebbero di guadagnare negli U.S.A.